# Протесты против локдауна COVID-19 в Китае (2022)
23 ноября 2022 года в материковом Китае началась серия протестов против карантина в связи с COVID-19. Протесты начались в ответ на меры, принятые правительством Китая для предотвращения распространения COVID-19 в стране, включая реализацию политики «Zero-COVID». В последние годы возросло недовольство политикой, которая запирала многих людей дома без работы, лишая их возможности приобретать предметы первой необходимости и подвергая их жёстким ограничениям.
В то время как в начале ноября начались небольшие протесты, гражданские беспорядки вспыхнули после смертоносного пожара в Урумчи, в результате которого погибли десять человек. Видеозаписи инцидента были распространены в Интернете, и протестующие утверждали, что на них видно, как пожарные машины не могли въехать в жилой район из-за барьеров для борьбы с пандемией.
Протестующие требовали прекращения правительственной политики Zero-COVID и продолжающихся изоляций, которые часто вводятся внезапно и без предупреждения. Хотя в ответах правительства не было прямого признания протестов, местные городские пресс-конференции начали провозглашать ослабление ограничений «Zero-COVID».

## История

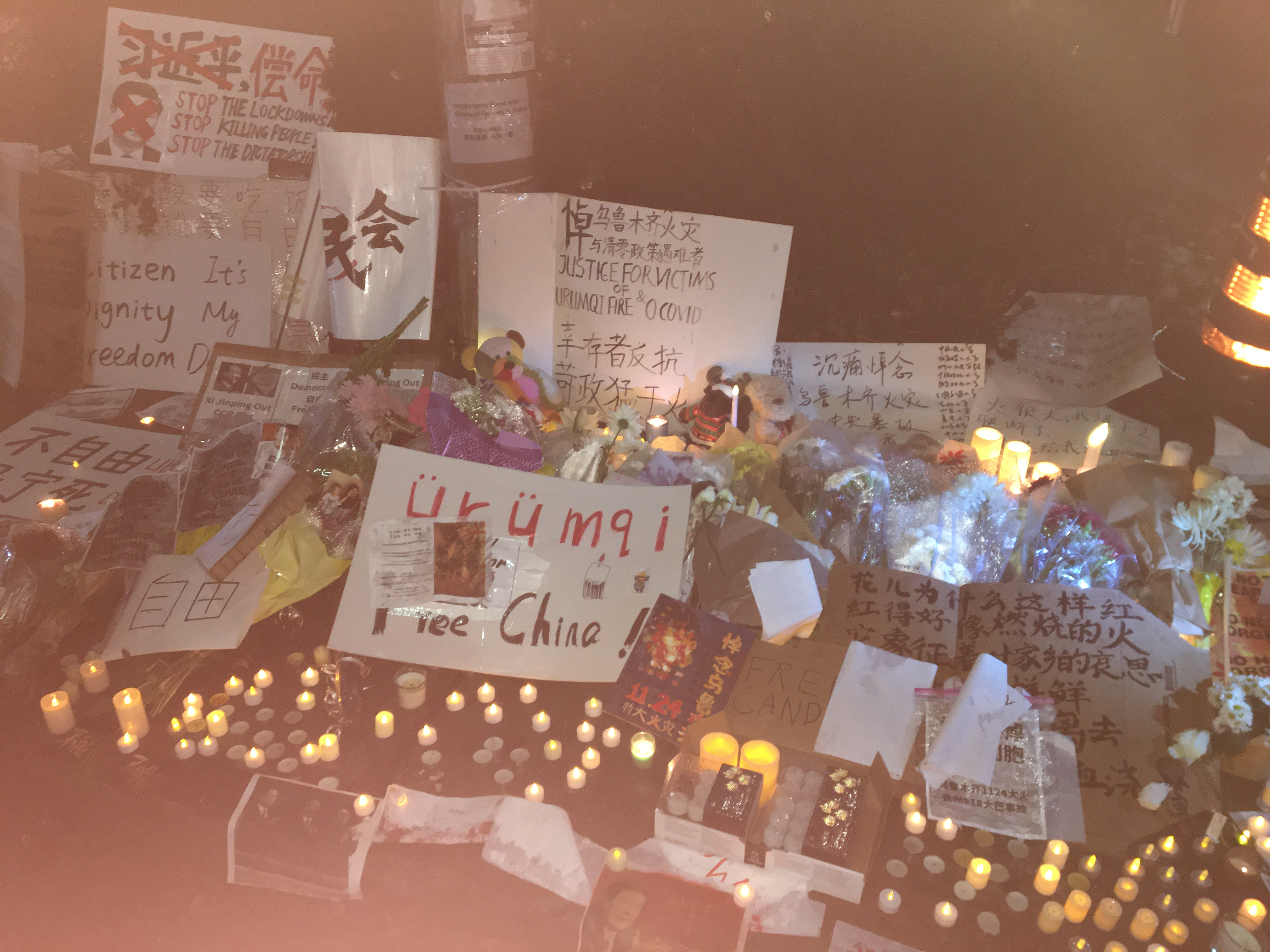
Свечи и плакаты у консульства Китая в Торонто, Канада, 27 ноября 2022 года

Китай широко использовал локдауны для борьбы со вспышками COVID-19, начиная с комендантского часа в Ухане в январе 2020 года. По мере того как локдауны становились всё более распространёнными, продолжительными и разрушительными, они вызывали всё большую обеспокоенность и недовольство. Например, в апреле 2022 года в Шанхае была введена жёсткая изоляция, и такие последствия, как нехватка продовольствия, вызвали жалобы в социальных сетях, которые китайским цензорам было трудно подавить.
Новые варианты COVID, такие как Omicron, гораздо более заразны, чем исходные штаммы, и поэтому их распространение труднее остановить с помощью карантинов. Количество вспышек и их масштабы указывали на то, что стратегия локдаунов стала неэффективной, затраты на неё стали неоправданными, а последствия непредсказуемыми. Таким образом, доверие к официальной политике было подорвано. Уступки и колебания властей только порождали дальнейшее недоверие.
11 ноября правительство Китая объявило о новых и подробных инструкциях по мерам борьбы с COVID, пытаясь смягчить политику нулевого уровня COVID-19. Правоприменение со стороны местных органов власти широко варьируется: Шицзячжуан временно снял большинство ограничений после объявления, в то время как другие продолжали вводить строгие ограничения, опасаясь последствий ослабления изоляции. После введения в действие новых руководящих принципов, COVID вспыхнул в нескольких регионах Китая.
Ссылаясь на нехватку продовольствия, необходимость работать, плохие условия во временных больницах, а также незаконное и жёсткое насаждение карантина, недовольство начало распространяться по китайским социальным сетям, таким как Sina Weibo и WeChat.

## Протесты

### Гуанчжоу
Когда в начале ноября в Гуанчжоу вернулись ограничения, жители района Хайчжу ночью вышли на улицы, преодолевая металлические барьеры и требуя прекращения карантина. Район Хайчжу является домом для многих рабочих-мигрантов из-за пределов провинции, которые не смогли найти работу и иметь стабильный доход во время карантина. В видеороликах, распространяемых в Интернете, жители также критиковали часовые очереди на тестирование на COVID, невозможность купить свежие и доступные продукты и отсутствие поддержки со стороны местных властей.

### Чжэнчжоу
23 ноября в Чжэнчжоу акция протеста рабочих завода Foxconn была подавлена охраной и полицией. Причиной протеста была низкая заработная плата и бессистемные ограничения, связанные с COVID. Рабочие изложили свои требования в видеороликах, размещённых в китайских социальных сетях, утверждая, что Foxconn не предоставила обещанные бонусы и деньги. По словам одного рабочего, Foxconn сообщила новым работникам, что они получат бонусы в марте и мае 2023 года, спустя много времени после китайского лунного Нового года, когда деньги были нужны больше всего. Протестующие также обвинили Foxconn в том, что она не отделяла рабочих с положительным результатом теста от других, не позволяя никому из них покинуть территорию завода из-за карантинных мер. Было заснято, как сотрудники правоохранительных органов избивали рабочих дубинками и металлическими прутьями, в то время как рабочие бросали предметы и переворачивали полицейские машины.
Несколькими неделями ранее фабрика отказала рабочим в возможности выйти с территории завода в рамках национальной политики, которая требовала Zero-COVID, а также пыталась сохранить фабрики открытыми. Распространены видеоролики, на которых рабочие уходят из города пешком, чтобы вернуться домой вопреки карантинным мерам.
В ответ на протест Foxconn предложила 10 000 юаней рабочим, которые согласились уволиться с работы и покинуть завод.

### Урумчи
24 ноября 2022 г. в результате пожара в здании в Урумчи погибли 10 человек и 9 получили ранения в закрытом жилом районе. На тот момент регион Синьцзян уже три месяца находился в строгой изоляции. В это время в китайских социальных сетях распространялись видеоролики и изображения, показывающие, что люди не могут купить предметы первой необходимости, такие как продукты питания и лекарства. Люди обвинили меры по блокировке вокруг горящего здания в том, что они не позволили пожарным добраться до здания вовремя, в то время как другие выразили гнев по поводу реакции правительства, которое, казалось, обвиняло в жертвах тех, кому удалось избежать огня. В пятницу, 25 ноября, жители Урумчи вышли на улицы в знак протеста, требуя отмены жёстких мер изоляции. Толпы людей прорвались через полицейские барьеры, ворвались на городскую площадь и собрались у здания правительства.

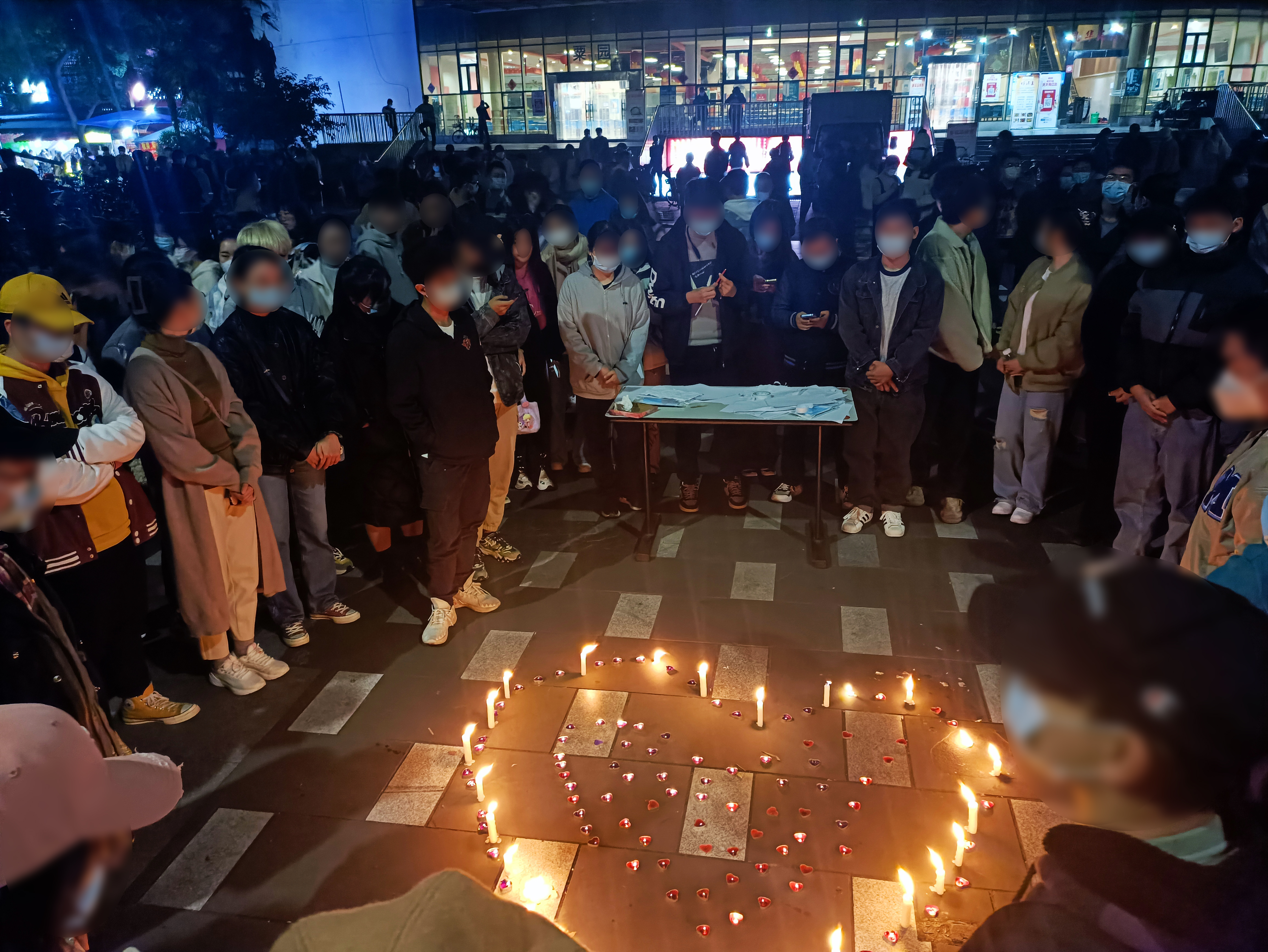
Студенты Юго-Западного университета Цзяотун в Чэнду устраивают акцию зажжения свечей в память о жертвах пожара.

В следующую субботу, 26 ноября, городские власти заявили на пресс-конференции, что карантинные ограничения будут ослаблены, хотя протесты напрямую не упоминались.
В последующие дни протесты солидарности проходили в крупных городах, таких как Нанкин, Пекин и Шанхай. Крупнейший протест прошёл в Шанхае, когда студенты университета собрались на Wulumuqi Road рядом с городом, в котором произошёл пожар. Видео демонстрировало кричалки, открыто критикующие правление генерального секретаря ЦК КПК Си Цзиньпина, сотни людей скандировали: «Уходи, Си Цзиньпин! Отойди, коммунистическая партия!» В Нанкине студенты Университета связи Китая, Нанкин, собрались, чтобы провести зажжение свечей в память жертв пожара, используя телефонные фонарики вместо свечей и держа в руках чистые листы бумаги со ссылкой на цензуру вокруг мероприятия. В воскресенье, 27 ноября, студенты провели такое же поминальное мероприятие в Университете Цинхуа в Пекине, альма-матер Си Цзиньпина.

### Чунцин
В Чунцине был заснят мужчина, произносящий речь в своём жилом комплексе, громко провозглашая «Дайте мне свободу или дайте мне смерть!» под одобрительные возгласы и аплодисменты толпы. Когда правоохранительные органы попытались его арестовать, толпа отбила и оттащила его, хотя в конечном итоге он всё же был задержан/ Мужчину в сети окрестили «героем Чунцина». Его цитаты из видео были широко распространены, несмотря на цензуру, например, «в мире есть только одна болезнь, и это одновременно бедность и отсутствие свободы […] у нас теперь есть и то, и другое».

### Ланьчжоу
26 ноября на видео были сняты протестующие в Ланьчжоу, уничтожающие палатки и будки для тестирования на COVID. Протестующие утверждали, что их заблокировали, несмотря на то, что в этом районе не было выявлено ни одного положительного теста.
Ранее в ноябре в социальных сетях был распространён случай в Ланьчжоу, когда 3-летний мальчик умер до того, как его успели вовремя доставить в больницу из-за ограничительных мер, что вызвало негативную реакцию и гнев в Интернете.

### Реакция мирового сообщества
США поддерживают участников протестов в Китае.

#### Правительство Китая
Китай заявил, что ослабит ограничения, раньше запланированного срока.

#### Экономика
Произошло падение экономики в связи с введенными жесткими ограничениями в Китае, которое также отражается на мировой экономике.